# Temma Matsuda
Temma Matsuda (松田 天馬?, Matsuda Temma; Kumamoto, 11 giugno 1995) è un calciatore giapponese, centrocampista del Kyoto Sanga, di cui è capitano.

## Palmarès

### Club

#### Competizioni nazionali
- J2 League: 1

Shonan Bellmare: 2017
- Coppa J. League: 1

Shonan Bellmare: 2018

### Nazionale
- Universiade: 1

2017